# Mariano Bertolotti
Mariano Daniel Bertolotti (* 27. září 1982 Buenos Aires) je bývalý argentinský zápasník – judista.

## Sportovní kariéra
S judem začínal v 5 letech v rodném Buenos Aires ve čtvrti Matadores v klubu José Hernández. Vrcholově se připravoval ve sportovním tréninkovém centru CeNARD pod vedením Tigrana Karganjana. V argentinské mužské reprezentaci se pohyboval od roku 2000 v lehké váze do 73 kg jako reprezentační dvojka za Rodrigem Lucentim. V roce 2007 za často zraněného Lucentiho zaskakoval na turnajích a v roce 2008 si vysloužil nominaci na olympijské hry v Pekingu. V Pekingu prohrál v úvodním kole na tresty s Brazilcem Leandrem Guilheirem. Od roku 2009 se v reprezentaci neprosazoval na úkor mladého Alejandra Clary.

## Výsledky
| Turnaj                  | 2007  | 2008  |
| Turnaj                  | 25    | 26    |
| Turnaj                  | lehká | lehká |
| ----------------------- | ----- | ----- |
| Olympijské hry          |       | úč.   |
| Mistrovství světa       | —     |       |
| Panamerické hry         | 7.    |       |
| Panamerické mistrovství | úč.   | úč.   |